# Symposiachrus trivirgatus
Symposiachrus trivirgatus là một loài chim trong họ Monarchidae.